# لوم و تاخووا
لوم و تاخووا (به چکی: Lom u Tachova) یک منطقهٔ مسکونی در جمهوری چک است که در ناحیه تاخوو واقع شده‌است. لوم و تاخووا ۸٫۴۳ کیلومتر مربع مساحت و ۴۱۵ نفر جمعیت دارد و ۵۰۰ متر بالاتر از سطح دریا واقع شده‌است.